# Bunga Tanjung (Tabir Selatan)
Bunga Tanjung is een bestuurslaag in het regentschap Merangin van de provincie Jambi, Indonesië. Bunga Tanjung telt 4502 inwoners (volkstelling 2010).